# Тополница (река)
Тополница — река в Болгарии. Длина — 154,8 км. Площадь бассейна — 1789 км². Средний расход воды в нижнем течении около 55 м³/с.
Исток реки находится на горе Буная (1572 м) горного массива Средна-Гора. Образуется слиянием рек Бунайска и Крива, недалеко от города Копривштица.
Вдоль реки расположено 11 населенных пунктов, в том числе город Копривщица и 10 деревень. Впадает в реку Марица высоте 205 м в 1 километре западнее от города Пазарджик. На реке построено водохранилище Тополница с максимальным объёмом в 137 млн м³, для орошения Верхнефракийской низменности.